# Godfried van Vigeois
Godfried van Vigeois (Frans: Geoffroy du Breuil, Geoffroi de Vigeois, Geoffroy de Vigeois; Latijn: Gaufredus of Galfredus Voisiensis; ? - 1184) was een Franse geestelijke en kroniekschrijver uit de 12e eeuw.

## Leven
Godfried was afkomstig uit een familie die behoorde tot de lagere adel in de Limousin , en trad toe tot de orde van Benedictijnen in de abdij van Saint-Martial van Limoges. In 1170 werd hij monnik in de priorij van La Souterraine en werd in 1178 tot prior van de kloostergemeenschap van Saint-Pierre van Vigeois verkozen. Hij stierf in 1184, of kort daarna.
Hij schreef een kroniek die de gebeurtenissen van 994 tot 1184 behandelde, waarin hij onder andere de Eerste Kruistocht alsook regionale geschiedenis behandelde. Godfried was de eerste kroniekschrijver, die in een aantekening voor het jaar 1181 de term "Albigenzen" (hæreticos Albigenses) voor de geloofsgemeenschap van de Katharen gebruikt, daar hij de stad Albi als hun plaats van herkomst zag.

## Edities
- La chronique de Geoffroi de Breuil, prieur de Vigeois, éd. Pierre Botineau et Jean-Loup Lemaître, trad. Bernadette Barrière, mise en forme et annotations, Stéphane Lafaye, Jean-Marie Allard, Jean-François Boyer, Robert Chanaud, Catherine Faure, Luc Ferrand, Évelyne Proust, Christian Rémy et Étienne Rouziès, Paris, éditions de Boccard, 2021 (Société de l’Histoire de France).
- Chronica Gaufredi coenobitæ monasterii D. Martialis Lemovicensis ac prioris Voisiensis coenobii, in P. Labbe (ed.), Nova bibliotheca Manu scriptorum librorum, II, Parijs, 1657, pp. 279-342.
- Ex Chronico Gaufredi coenobitæ, in Recueil des Historiens des Gaules et de la France, XII, Parijs, 1781, pp. 421-451 (nieuwe editie: Parijs, 1877, pp. 421-451).
- Gaufredi Prioris Vosiensis, Pars Altera Chronici Lemovicensis, in Recueil des Historiens des Gaules et de la France, XVIII, Parijs, 1822, pp. 211-223.